# Alejandro Ferrant y Fischermans

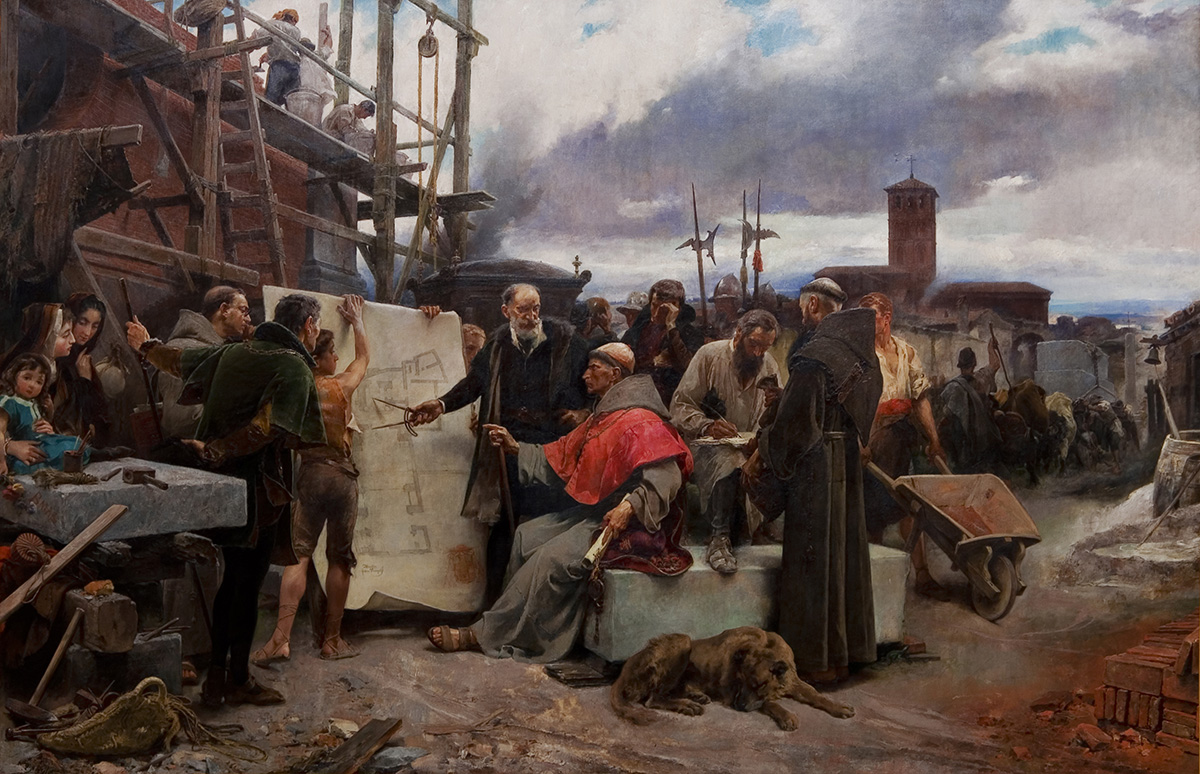
Kardinal Cisneros besichtigt die Arbeiten am Hospital von Tavera

Alejandro Ferrant y Fischermans (* 9. September 1843 in Madrid; † 20. Januar 1917 ebenda) war ein spanischer Maler.
Ferrant studierte an der Academia de Bellas Artes de San Fernando Malerei bei seinem Onkel Luis Ferrant y Llausás. Mit einem Stipendium der spanischen Regierung ging er 1874 nach Rom. Dort studierte er an der Academia Española de Bellas Artes und schloss Freundschaft mit Künstlern wie Francisco Pradilla, Casto Plasencia, Jaime Morera, Baldomero Galofre und Manual Castellano. In Rom entstanden seine ersten großen Historiengemälde San Sebastián en la Cloaca Máxima, das 1877 großen Erfolg bei der Ausstellung der Academia de Roma hatte und bei der Ausstellung 1878 einen ersten Preis erhielt, La Disputa del Sacramento sowie Desfile de las tropas francesas delante del pabellón español en el Palacio del Trocadero (1879).
1880 kehrte Ferrant nach Spanien zurück und trat in die Real Academia de Bellas Artes de San Fernando ein. Weiterhin war er Professor für Malerei an der Escuela Central de Artes y Oficios und ab 1903 Direktor des Museo de Arte Moderno. 1882 erhielt er die Goldmedaille bei der Exposición Nacional für das Gemälde l Cardenal Cisneros visitando las obras del hospital de Tavera. Daneben fertigte Ferrant auch dekorative Arbeiten, so für die Kirche San Francisco el Grande, den Palast der Infantin Isabel, das Unterrichtsministerium (Alegoría de las Bellas Artes), das Provinzialparlament von Pamplona, den Justizpalast von Barcelona und das Casino von Zaragoza.